# 卡塔琳娜·冯·博拉
卡塔琳娜·冯·博拉（德語：Katharina von Bora，1499年1月29日—1552年12月20日），德意志人，宗教改革领导人马丁·路德的妻子。
原為修女，1524年逃出修道院而還俗。1525年6月13日，與马丁·路德訂婚，6月27日結婚。
卡塔琳娜除了被馬丁路德的著作和身邊人的記載所提及外，後世對她所知甚少。儘管如此，因著她對新教家庭生活和神職人員結婚的模範作用，卡塔琳娜常被認為在宗教改革上扮演至關重要的角色。

## 生平

### 早年生活與家庭背景
卡塔琳娜生於一個撒克遜人的地主家庭。傳統認為，她在1499年1月29日出生；但這在現代文獻中找不到證據。由於她出生的家族枝葉繁盛，又無法確認她的乳名，後世對卡塔琳娜在何地出生有不同的說法。

### 修道院生活
從馬丁路德的書信中可以肯定，卡塔琳娜被父親在五歲時送往小鎮Brehna（今德國東部）本篤會修道院接受教育。她九歲時移居到另一所在格里马附近的修道院。當時她的姨媽已成為當地社群的一員。卡塔琳娜在該修道院於1509/10年提供的清單有詳盡的記載。
經過數年富宗教色彩的生活後，卡塔琳娜對修道院的生活漸漸感到不滿，油然生起對成長中的德意志宗教改革運動的興趣。她繼而計劃跟另外幾位修女秘密逃離修道院，並聯絡馬丁路德請求他的協助。
在1523年的4月4号，也就是复活节，路德安排了莱昂哈德·库珀，他是托尔高的市政议员并且是定期往修道院送鲱鱼的商人。这些修女藏在库珀盖上的小推车里面装鱼的木桶之间，成功出逃了，并且来到了维滕贝格。一个当地的学生这样和朋友写道：“一辆装着纯洁的修女的小推车来到了小镇，所有人都比渴望生活更渴望婚姻。上帝许给她们丈夫，以防再有什么更坏的事。”
路德首先请求避难的修女的父母和亲戚让修女们重新回到家中，但是他们拒绝了，可能因为这是违反宗教法的罪行。在两年内，路德帮助逃亡的修女安排房屋，介绍对象以及寻找工作，除了卡特琳娜。她先住在菲利普·莱辛巴赫家，一个维滕贝格职员的家中。后来她去了老卢卡斯·克拉赫和他的妻子芭芭哈那里。
卡特琳娜追求者眾，包括维滕贝格大学校友杰罗米，纽伦堡的园圃工人（1498-1565）和牧师，奥拉姆得的卡斯珀·格拉茨。没有一个提出的候选人称为结婚对象。卡特琳娜告诉路德的朋友以及改革的同事，尼古拉斯·冯·阿姆斯多夫，她只愿意嫁给路德或者冯·阿姆斯多夫本人。